# Кошбеков, Айбек Таваккалович
Айбек Таваккалович Кошбеков (23 июня 1976) — киргизский футболист, полузащитник.

## Биография
Начал выступать на взрослом уровне в 1994 году в составе клуба «Семетей» (Кызыл-Кия) в высшей лиге Кыргызстана. Провёл в команде семь неполных сезонов, за это время сыграл в высшей лиге 85 матчей и забил 4 гола. Бронзовый призёр чемпионата страны 1995 года, обладатель (1995) и финалист (1999) Кубка Кыргызстана. Часть сезона 1997 года провёл в клубе «Алай» (Гульча).
В ходе сезона 2000 года перешёл в «Жаштык-Ак-Алтын», в его составе за пять с половиной лет сыграл более 100 матчей в высшей лиге. Становился чемпионом (2003), серебряным (2001, 2002) и бронзовым (2004, 2005) призёром чемпионата, неоднократным финалистом Кубка Кыргызстана (2001, 2002, 2003, 2004, 2005). В чемпионском сезоне 2003 года, а также в 2004 году забивал по 10 голов за сезон. Принимал участие в Кубках Содружества (2001, 2004), в 2004 году забил один из двух голов своего клуба на турнире — в ворота казахстанского «Иртыша».
В 2006 году вернулся в Кызыл-Кию и выступал за местный «Шахтёр», забил 3 гола в десяти турах южной зоны высшей лиги. По окончании сезона «Шахтёр» покинул высшую лигу. По некоторым данным, футболист продолжал играть за «Шахтёр» в первой лиге до середины 2010-х годов.

## Личная жизнь
Отец, Таваккал (Тавакал) Ураимович Кошбеков (1950—2018), тоже был футболистом, много лет выступал за «Семетей» в первенстве Киргизской ССР и независимом чемпионате Кыргызстана, затем работал тренером и начальником команды.